# Storyville Records

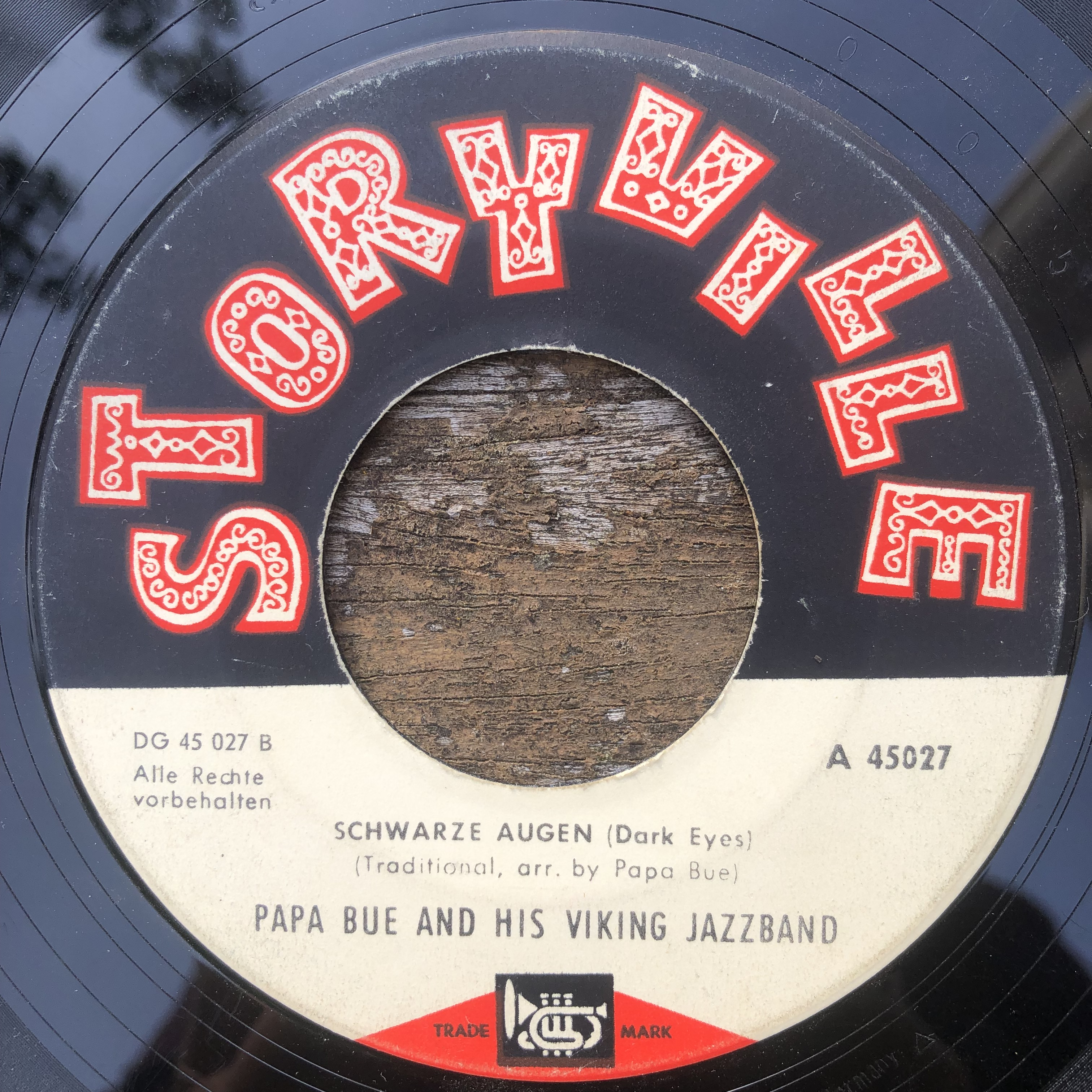
Papa Bue’s Viking Jazzband: „Schwarze Augen“, erschienen 1960 auf Storyville Records, auf der B-Seite „O sole mio“

Storyville Records ist ein 1952 von Karl Emil Knudsen (1929–2003), einem Jazzplattensammler (und damals Angestellter der Kopenhagener Telefongesellschaft), gegründetes unabhängiges dänisches Jazz- und Blues-Label. Ursprünglich dem traditionellen Jazz und Blues vorbehalten, wurde das Repertoire später auch durch Aufnahmen im Bereich des Modern Jazz erweitert.

## Geschichte
Das Label entstand nach einer zweijährigen Vorbereitung. Es ist nach dem Vergnügungsviertel Storyville in New Orleans benannt, der Wiege des Jazz. Knudsen war auch Mitgründer des „Storyville Clubs“ in Kopenhagen, einem Treffpunkt für Oldtime Jazz. Er begann als Importeur von Jazzplatten, die er gegen die im Ausland begehrten dänischen Jazz-Platten tauschte. Die Bekanntschaft mit Chris Barber, der auch für die britischen Tempo Records arbeitete, verschaffte ihm erste Lizenzen. Zu den ersten Veröffentlichungen zählten Reissues von Aufnahmen von Ma Rainey, „Clarence Williams Blue Five“ und James P. Johnson – die erste Veröffentlichung überhaupt war von Louis Armstrong in den Red Onion Jazz Babes (1924). Bald kamen aber neue Aufnahmen von in Dänemark gastierenden ausländischen Jazzmusikern hinzu, zuerst von „Ken Colyer´s Jazz Men“, die 1953 im Storyville in Kopenhagen spielten.
Seit 1991 deckte Storyville aufgrund der Tätigkeiten der Storyville-Mitarbeiterin Mona Granager ein wesentlich weiteres Spektrum ab: In Kooperation mit japanischen und amerikanischen Unternehmen bot es bei Sammlern begehrte LP-Boxen an.

## Aktivitäten
Storyville veröffentlicht auch Reissues von Aufnahmen vieler klassischer Jazz- und Bluesmusiker, die früher zum Beispiel bei Paramount Records, American Music Records und Southland Records erschienen. Der passionierte Plattensammler Knudsen (Spitzname Dr. of Jazz Archaeology) war bekannt dafür, unveröffentlichtes Material auszugraben.
Zu den Musikern des Labels zählen Louis Armstrong (Louis Armstrong in Scandinavia), Thelonious Monk (Monk in Copenhagen), Earl Hines, Billie Holiday, Teddy Wilson, Stéphane Grappelli, Bud Powell, Ben Webster, Eddie Lockjaw Davis, Duke Ellington, Benny Carter, Art Tatum, Sweets Edison, Dexter Gordon, Thad Jones, Kenny Drew, Howard McGhee, Wild Bill Davison, Niels-Henning Ørsted Pedersen, der Geiger Svend Asmussen, Alex Riel, Fessor’s Big City Band, Acker Bilk, Papa Bue’s Viking Jazzband, Champion Jack Dupree, Memphis Slim, aber auch Lee Konitz, James Spaulding und John Tchicai. Storyville veröffentlichte auch historische Aufnahmen des dänischen Jazzpioniers Leo Mathisen und die Debütaufnahmen von Niels Lan Doky und dem dänischen Pianisten Carsten Dahl. Die kommerziell erfolgreichsten Musiker des Katalog waren dabei die Traditional-Jazz-Musiker um Papa Bue. Während der für Mainstream Jazz ungünstigen 1970er Jahre überlebte das Label auch dank seiner Diversifizierung in den Pop in Knudsens Label Sonet, das er 1991 an Polygram verkaufte und sich wieder ausschließlich dem Jazz zuwandte.
Storyville ist heute das älteste europäische Independent-Label des Jazz. Das Label veröffentlicht auch Bücher und Videos (unter der Dach-Gesellschaft „JazzMedia“) und gibt Jazz-Diskographien heraus (zum Beispiel die elfbändige Jazz Records 1945–1962 von Jörgen Grunnet Jepsen und Erik Raben). Seit den 1980er Jahren produzieren sie auch eigene Musikfilme.
Nach dem Tod des Gründers Knudsen im September 2003 wurde das Label von Knudsens engem Mitarbeiter Anders Stefansen geleitet und 2005 vom größten dänischen Musikverlag Edition Wilhelm Hansen übernommen, der wiederum zur Music Sales Group gehört. Stefansen und Mona Granager, die mit Knudsen das Label entwickelten, führten nun das Label. 2017 folgte Christian Brorsen Stefansen nach. In Zusammenarbeit mit Granager erschienen weiterhin Alben von Mulgrew Miller, Christian Sands, Enrico Pieranunzi, Warren Wolf und Michel Petrucciani.
Das Label sollte nicht mit dem gleichnamigen US-amerikanischen Jazz-Label Storyville von George Wein verwechselt werden, das bis 1965 bestand.